# Wadi Al Helo
El Wadi Al Helo o Wadi Helo (en árabe: وادي الحلو‎, romanizado: Wādī Al Ḩilū), es un valle o río seco, con caudal efímero o intermitente, que fluye casi exclusivamente durante la temporada de lluvias, situado al noreste de los Emiratos Árabes Unidos, en los emiratos de Sharjah y Ras al Jaima, y al norte de Omán, en la gobernación de Al Batinat Norte, Omán. 
El wadi tiene una longitud aproximada de 45 kilómetros. Nace en la zona montañosa situada al noroeste de la Reserva Natural del Wadi Al Helo, en la vertiente suroriental del Jabal Shiela (1.010 m s.n.m), y sigue una trayectoria de noroeste a sureste, hasta su desembocadura en el Golfo de Omán, 6 kilómetros al sur de la ciudad emiratí de Kalba (Sharjah), junto al pueblo omaní de Mirayr Al Matarish.
Pertenece a la cuenca hidrográfica de Wahala, con una superficie aproximada de 185 km²; una elevación máxima de 1.047 m s.n.m; un número aproximado de 219 wadis, pequeños torrentes, barrancos y otros cursos de agua; y limita al sur con la también importante cuenca hidrográfica del Wadi Al Qor.

## Extensión
El wadi pasa, entre otros, por los pueblos o ciudades de Harrah, Fayyad, Sha'biyyat Al Qilē'ī / Minazif, y Wahala / Awhala, junto al histórico Fuerte de Wahala / Awhala, antes de cruzar la frontera con Omán y extenderse hacia la llanura de Batinah y el Golfo de Omán, al norte del pueblo costero  Bu Baqara, en Omán.

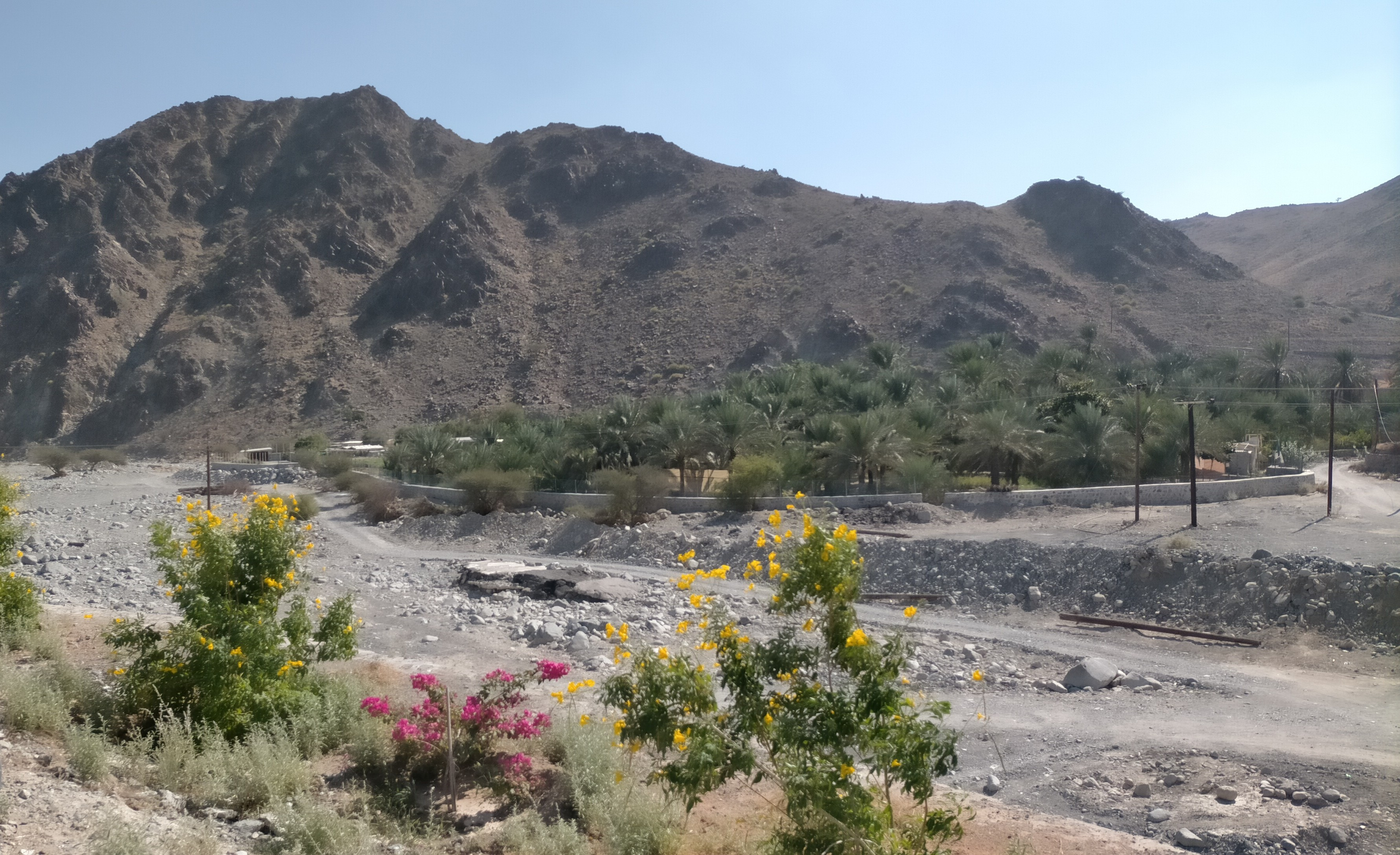
Vista del Wadi Al Helo a su paso por la localidad de Sha'biyyat Al Qilē'ī

Los tramos inferiores del wadi están bordeados a ambos lados por varios cementerios preislámicos.
El Wadi Al Helo fue un rico centro de cultivo de tabaco. Hoy en día, los tramos superiores del wadi están salpicados de cientos de plantaciones de tabaco abandonadas, revestidas de piedra. Los campesinos del pueblo de Hayl viajaban al Wadi Al Helo estacionalmente para participar en la cosecha de tabaco, que se vendía a comerciantes locales en Fujairah y Sharjah . 

## Patrimonio de la Humanidad
El conjunto patrimonial de Wadi Al Helo, situado a unos 4 kilómetros del asentamiento moderno, incluye las tres torres de vigilancia que custodiaban el wadi y el asentamiento abandonado, incluidas extensas y sofisticadas granjas como la casa de Eisa Al Thabbahi, una casa que refleja la considerable riqueza de la comunidad agrícola de este wadi durante el siglo XIX. 
Junto al fuerte del pueblo se encuentra una tumba reconstruida, de la Edad del Bronce. El asentamiento fue abandonado alrededor de la década de 1930.
Wadi Al Helo, o el dulce valle como indica su nombre en árabe, alberga múltiples sitios arqueológicos y capas históricas ubicadas en las montañas al-Hayar de Sharjah, al sureste de la península arábiga. El propio Wadi se extiende sobre un área estimada de 84 kilómetros cuadrados, que dan testimonio del proceso y la importancia de la minería y fundición de cobre durante la Edad del Bronce y su papel en el desarrollo de las conexiones transnacionales durante este importante período en la historia geocultural del sudeste de Arabia.
El yacimiento de Wadi Al Helo incluye vestigios de la minería de cobre de la Edad de Bronce, la fundición y el vaciado de cobre, junto con las características geológicas naturales del valle que influyeron en el proceso de producción. Los depósitos de mineral de cobre en las montañas al-Hayar han sido una de las principales razones del fuerte desarrollo de la Edad de Bronce en el sudeste de Arabia.
Esta área ha sido preservada como sitio arqueológico por el gobierno de Sharjah y formó parte de la candidatura de Sharjah en 2018 para ser declarada Patrimonio de la Humanidad por la UNESCO, bajo el título 'Sharjah, puerta de entrada a los Estados de la Tregua'.

## Toponimia
Nombres alternativos: 	Wadi Hilu, Wadi Hulw, Wadi al Hilu, Wadi al Hulu, Wadi Hiluw, Wadi al Hulw, Wādī Hilu, Wādī al Ḥilū, Wādī al Ḩulw, Wādī al Ḩulū, Wādī Ḩulw, wady alhlw, Wadi Al Helo, Wadi Al Hilo, Wadi Helou, Wādī Ḩilū.
En el Atlas Nacional de Emiratos Árabes Unidos consta con las grafías Wādī Al Ḩilū y Wādī Ḩilū.
Los nombres del Wadi Al Helo y sus afluentes, pueblos y montañas cercanas, quedaron registrados en la documentación y mapas elaborados entre 1950 y 1960 por el arabista, cartógrafo, militar y diplomático británico Julian F. Walker, durante los trabajos efectuados para el establecimiento de fronteras entre los entonces denominados Estados de la Tregua, completados posteriormente por el Ministerio de Defensa del Reino Unido, en mapas a escala 1:100.000 publicados en 1971.

## Población
El área del curso alto y medio del Wadi Al Helo estuvo poblada principalmente por la tribu Mazari, y en algunos períodos con núcleos de Dhababihah, mientras que en el curso bajo (Wahala y alrededores) la población era mayoritariamente Sharqiyin, correspondiendo a la zona tribal de Samah.

## Galería

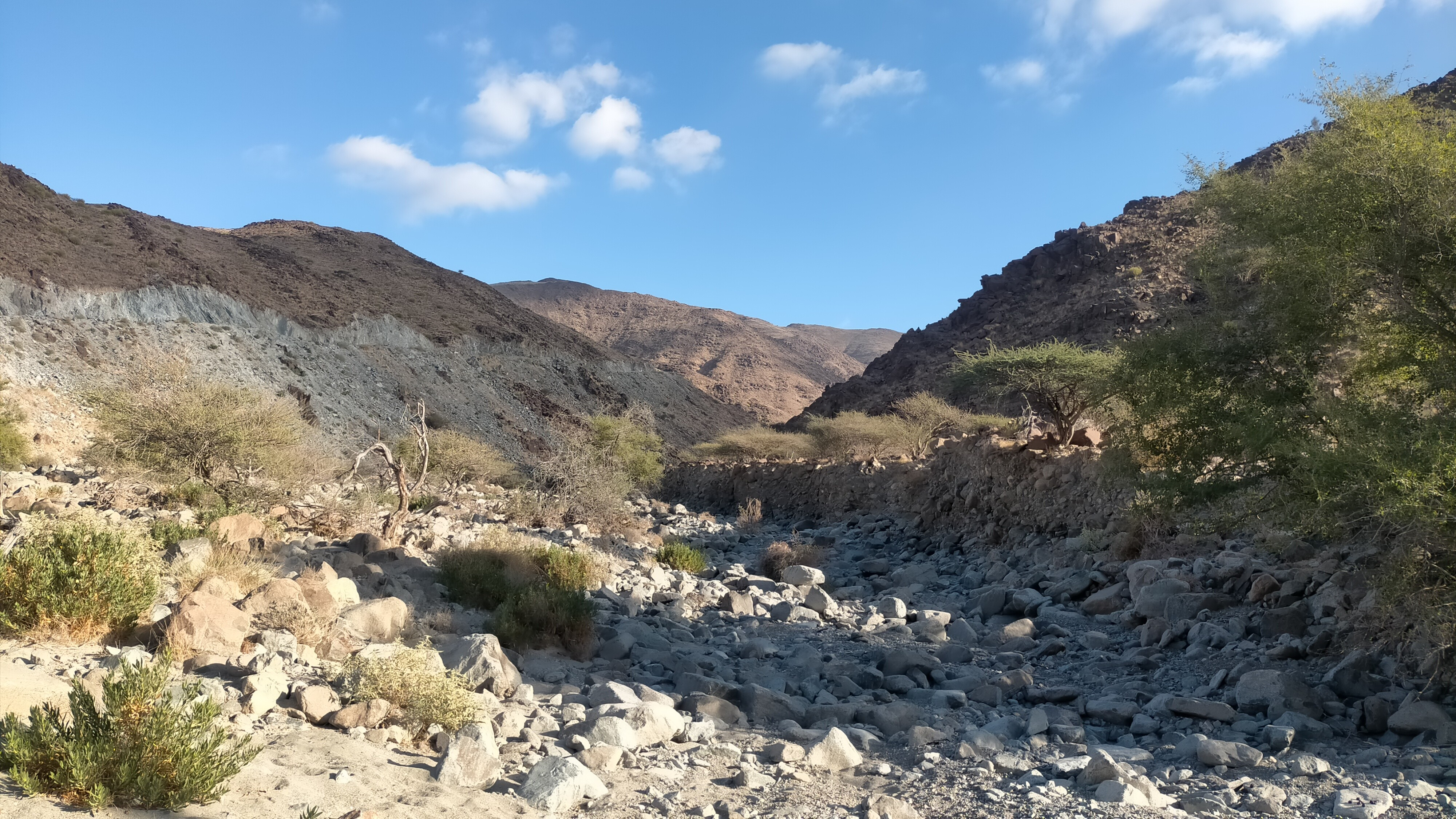
Afluente por la izquierda del Wadi Al Helo. Ruinas de la vieja aldea de Hiblat
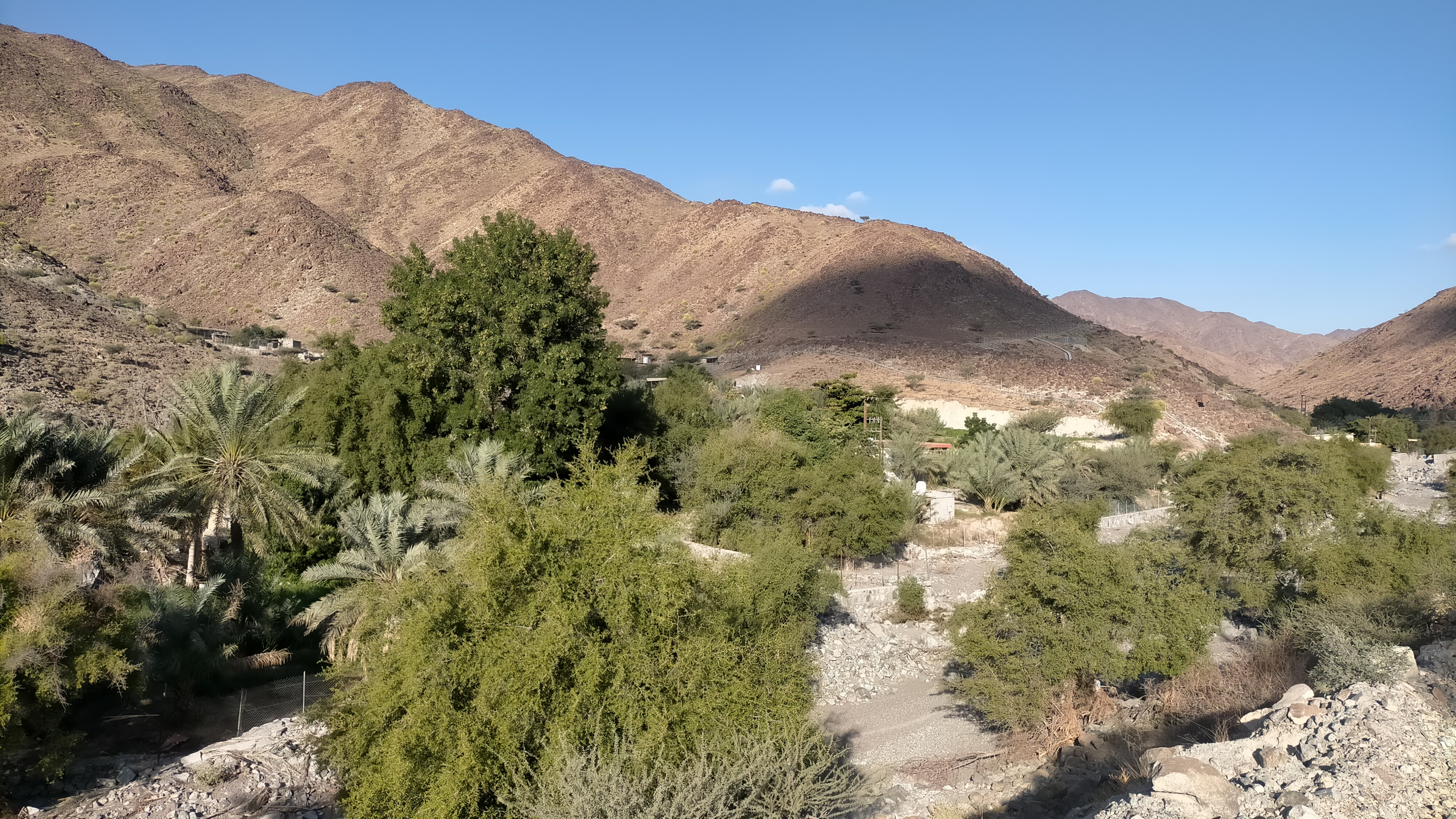
Palmerales y zonas de cultivo en el Wadi Al Helo
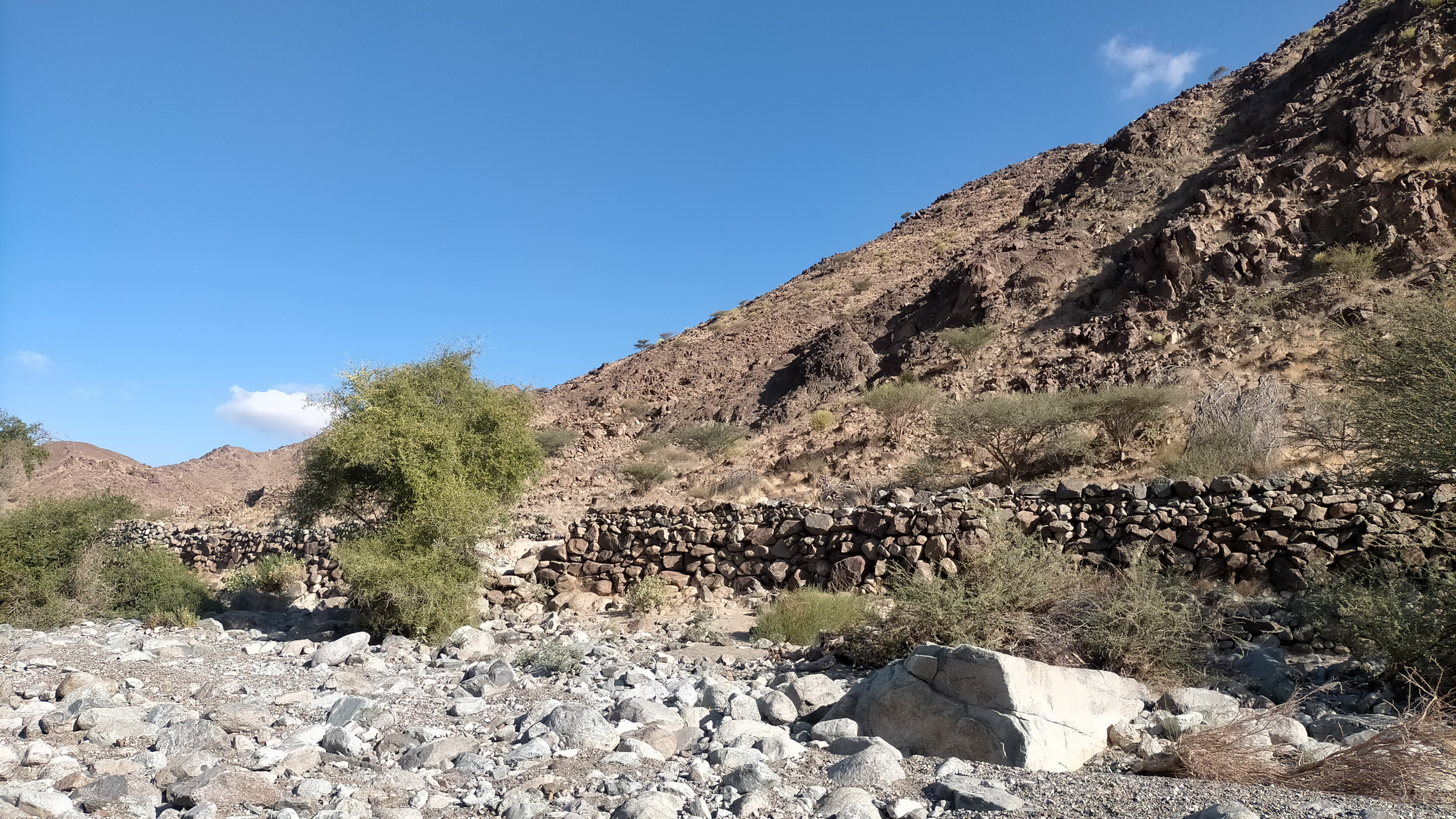
Ruinas de la vieja aldea de Mazdiya  / Mezdiya - Antiguas edificaciones de piedra seca en las orillas del Wadi Al Helo.
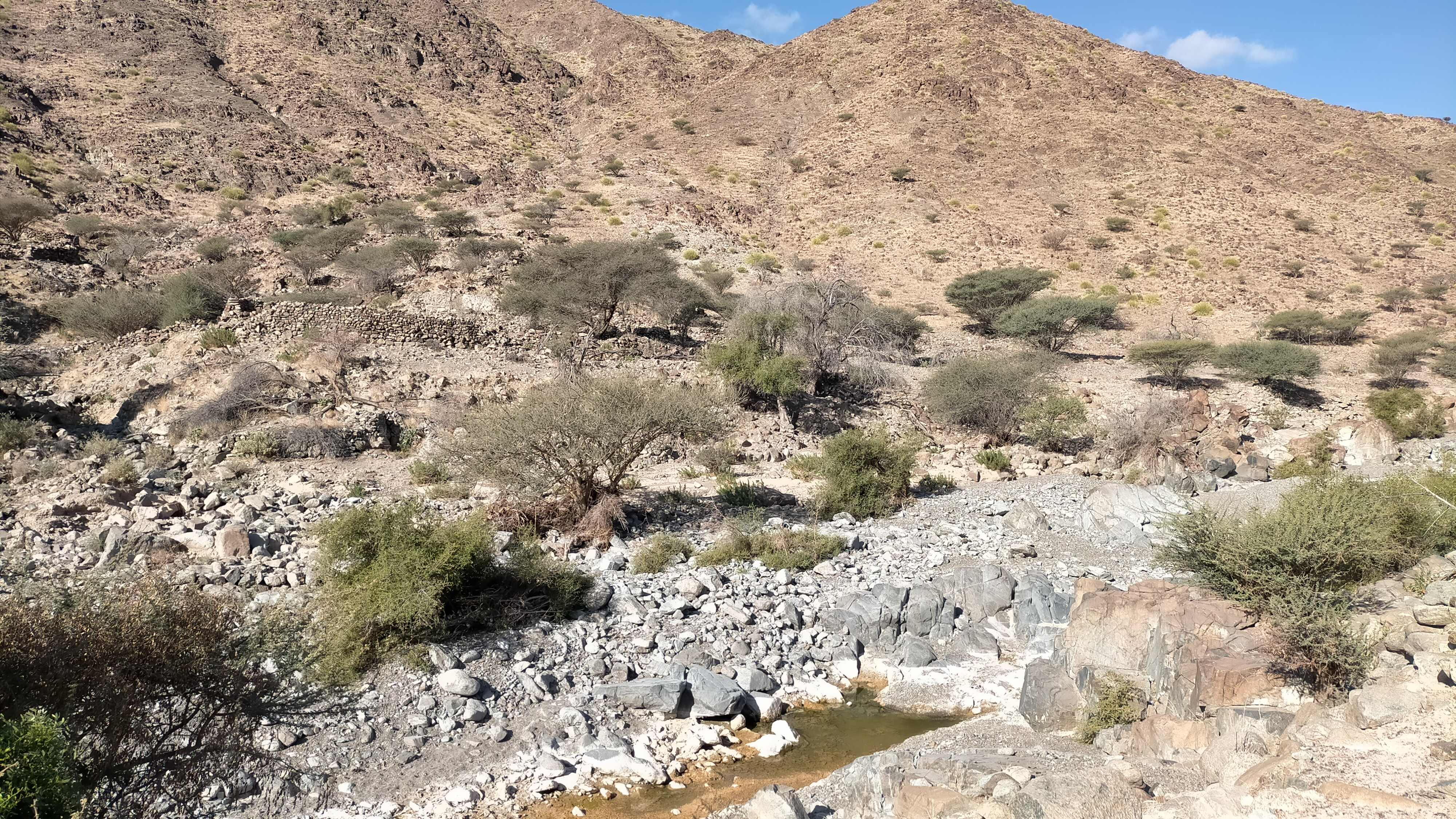
Wadi Al Helo - Viejas terrazas de cultivo y algunas pozas con agua
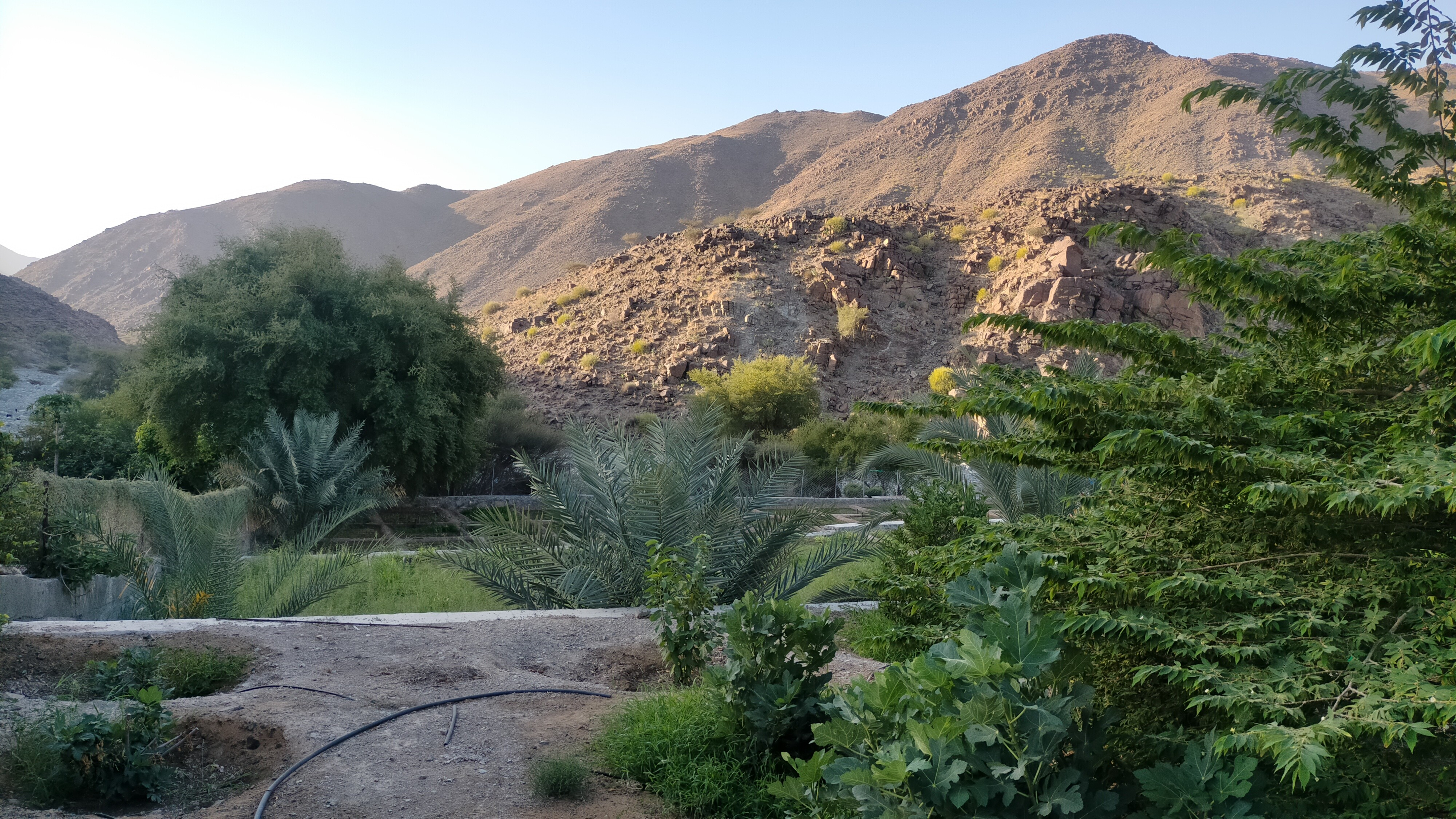
Wadi Al Helo - Granjas y zonas de cultivo - Zarub
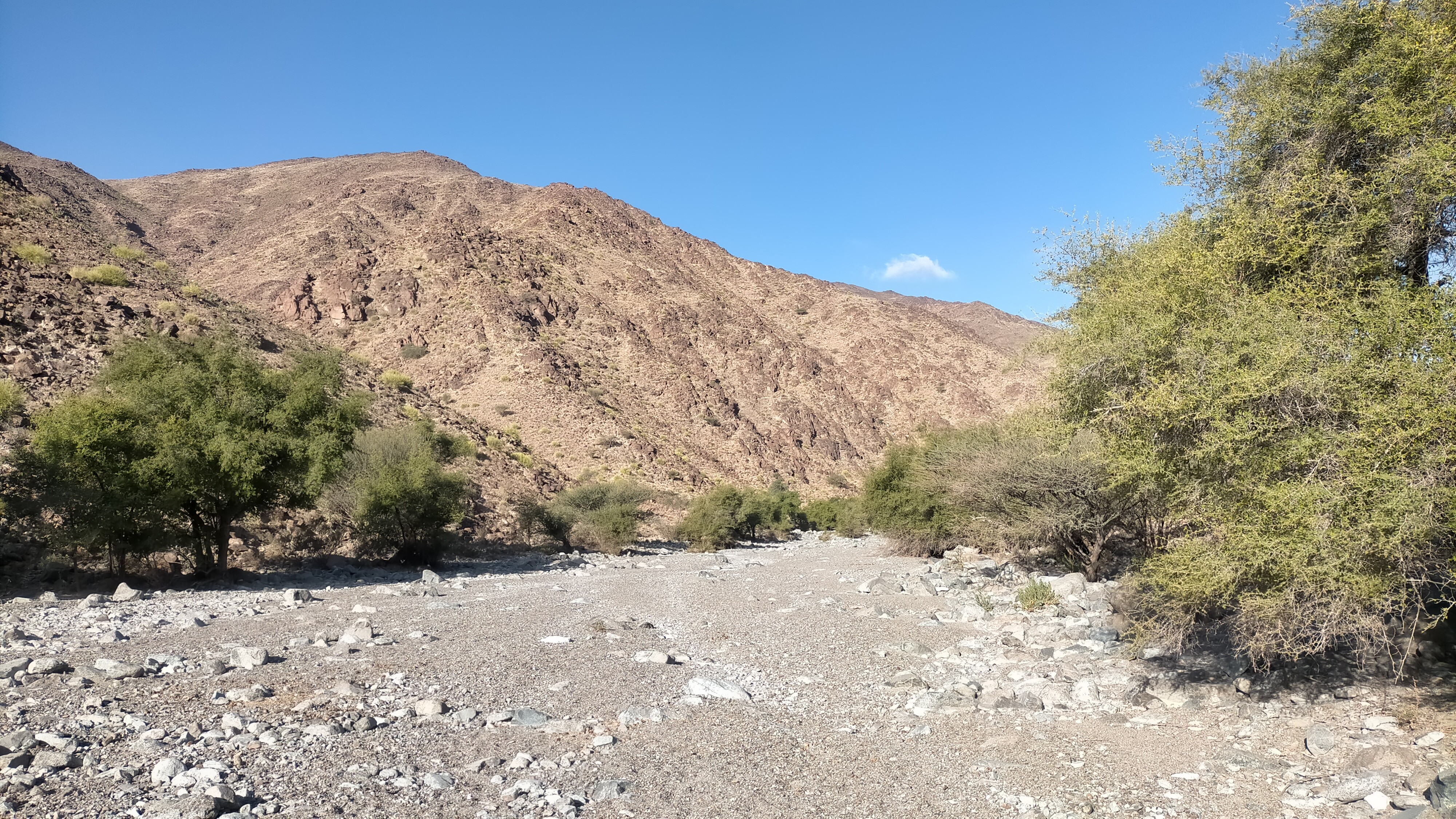
Wadi Al Helo - Lecho arenoso y frecuentes árboles Ziziphus spina-christi y Acacia tortolis
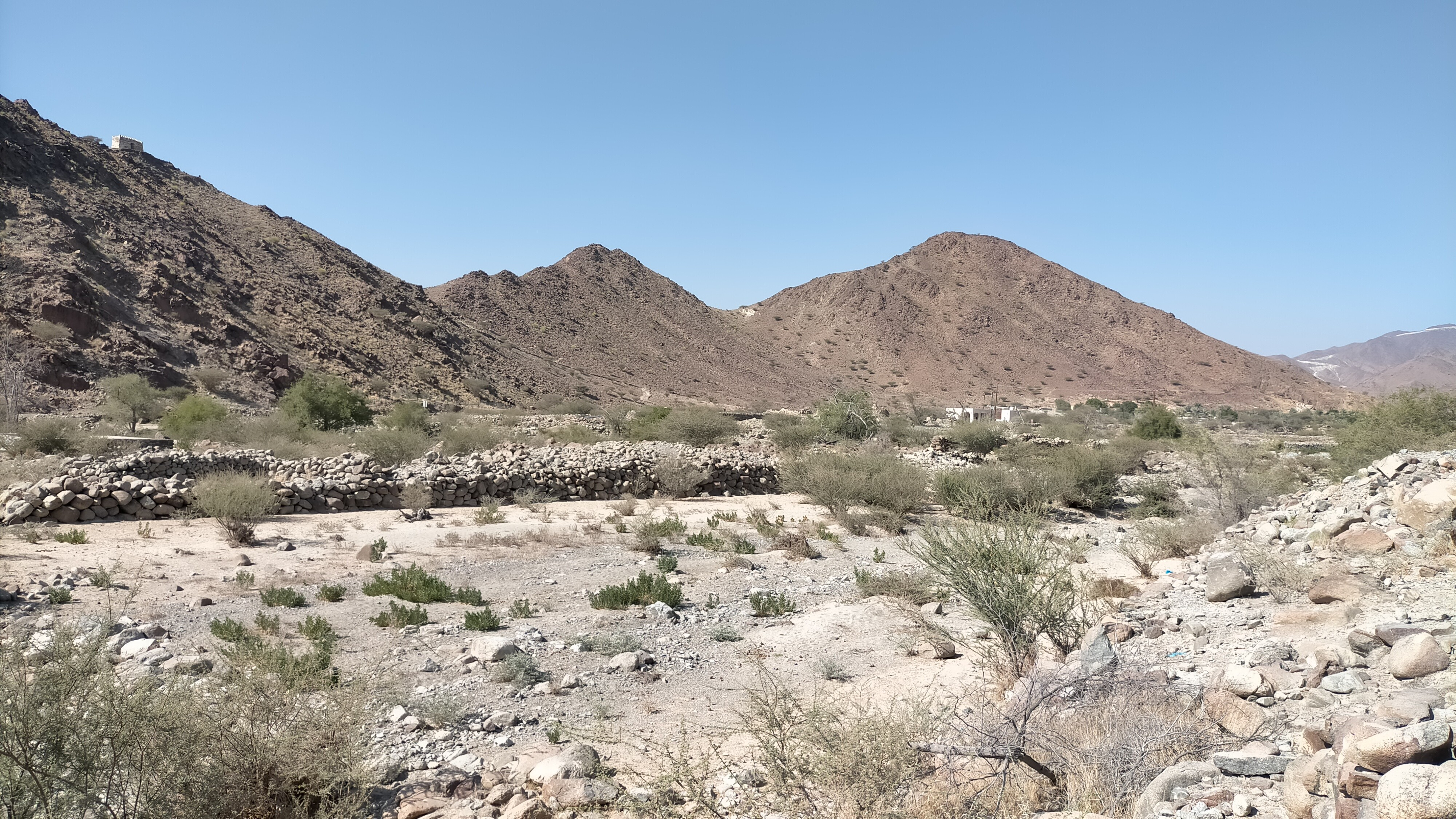
Wadi Al Helo - Sitio arqueológico
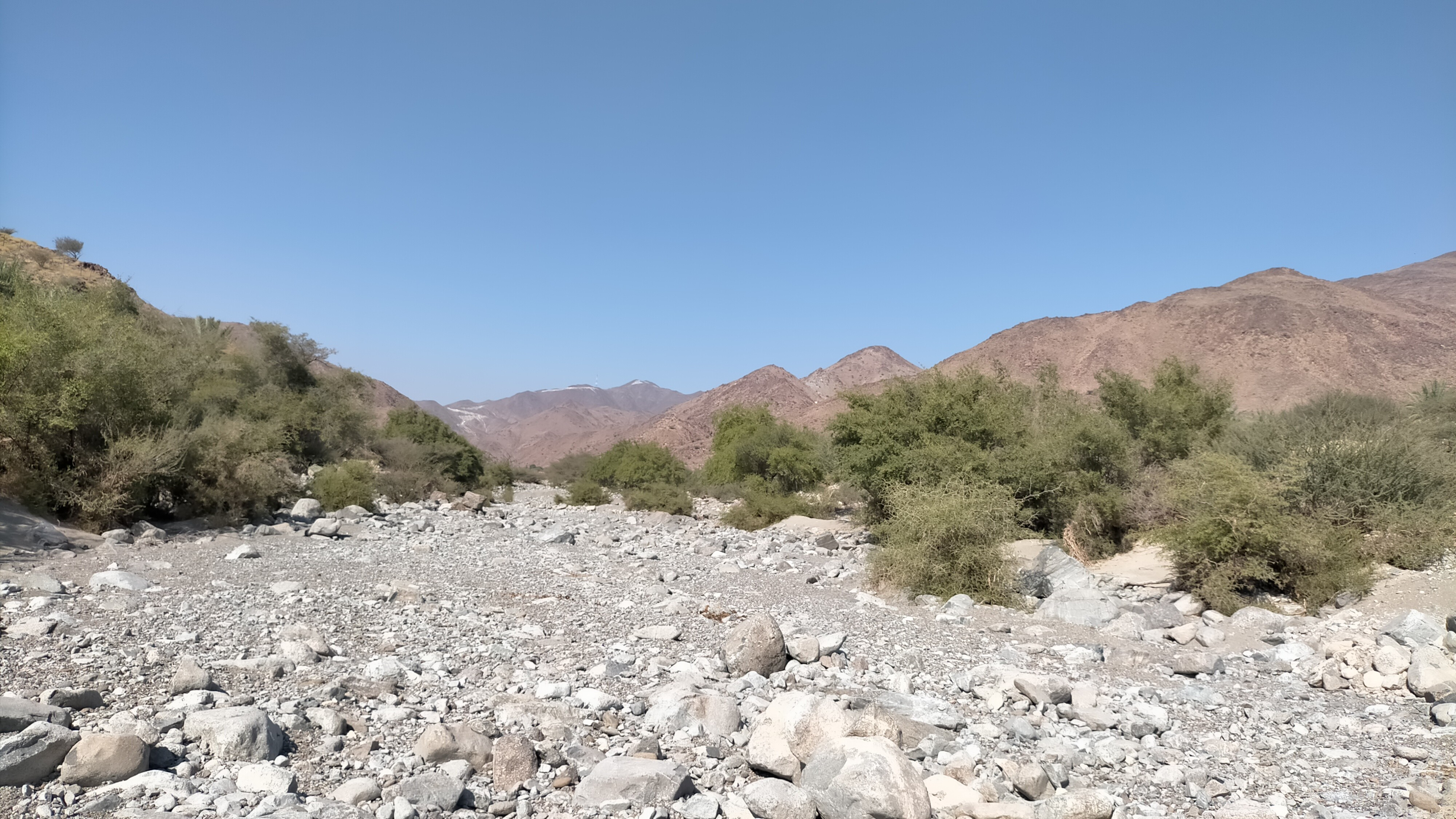
Wadi Al Helo - Lecho arenoso, con grava y pequeños cantos rodados